# سداسي كلورو البوتاديين
سداسي كلورو البوتاديين هو مُركب كلور عضوي يكون على هيئة سائل عديم اللون في درجة حرارة الغرفة، وله رائحة مماثلة لرائحة زيت التربنتين. وهو ديين أليفاتي مكلور.

## الاستخدامات
يُستخدم مركب سداسي كلورو البوتاديين في عدة تطبيقات متخصصة، غير أن الاستخدام الأكثر شيوعا له هو استخدامه مذيباً للمركبات الأخرى المحتوية على الكلور. تبلغ نسبة الذوبان المولية للكلور في مركب سداسي كلورو البوتاديين عند درجة حرارة صفر درجة مئوية حوالي 34٪ (2.17 مول / لتر)، بينما تبلغ قابلية ذوبان الكلور في مذيب كلور آخر، وهو رباعي كلوريد الكربون، عند درجة حرارة 0 درجة مئوية حوالي 30٪ (3.11 مول / لتر)، أي أنه يمكن لمول واحد من سداسي كلورو البوتاديين إذابة كمية من الكلور أكثر من تلك التي يذيبها مول واحد من رباعي كلوريد الكربون، ولكن بأخذ فرق الوزن الجزيئي بين المذيبات بعين الاعتبار، فأنه يمكن لكل لتر من المذيب إذابة المزيد من الكلور في رباعي كلوريد الكربون. ويوضح الجدول التالي نسب الذوبان المولاري لسداسي كلورو البوتاديين مقارنة برباعي كلوريد الكربون في درجات الحرارة مختلفة.
| درجة الحرارة (بالدرجات المئوية) | نسبة الذوبان المولاري في سداسي كلورو البوتاديين | نسبة الذوبان المولاري في رباعي كلوريد الكربون |
| ------------------------------- | ----------------------------------------------- | --------------------------------------------- |
| -20                             | 60                                              | 60                                            |
| 0                               | 34                                              | 30                                            |
| 20                              | 21                                              | 18                                            |
| 40                              | 13                                              | 10                                            |
| 60                              | 10                                              | 8                                             |
| 80                              | 6                                               | 5                                             |